# All or Nothing (песня Шер)
«All or Nothing» — третий официальный сингл американской певицы и актрисы Шер с её двадцать третьего альбома Believe. Песня была выпущена в 1999 на лейблах Warner Bros. Records и WEA Records.

## О песне
После «Strong Enough», «All or Nothing» не попала в Billboard Hot 100, достигнув лишь топ-40 в чарте Hot 100 Singles Sales.

## Видеоклип
Видеоклип для «All or Nothing» был снят, в то время как Шер была на гастролях в поддержку её последнего альбома Believe. Хотя большая часть видео различные отрывки с выступлений во время тура Do You Believe? Tour, были также отдельно сняты новые сцены, в которых Шер носит красный парик и серебряный костюм (не тот, в который она одета во время турне), который сама Шер описала как «Тип, взгляд „Клоун встречает Храброе сердце“.»
В 1999 видео было выпущено на видеокассете и CD-R в Северной Америке, но позже в том же году оно было включено в тайваньский релиз альбома Believe.
Было также сделано ремикс-видео очень подобное оригинальной версии. Основное различие — видео-ремикс снят в черно-белых тонах. Хотя Дэн Рукс, наиболее классно известный как Дэн-О-Рама, делал все видео ремиксы для синглов альбома Believe (включая версию видеоклипа с кадрами только выступления во время турне), неизвестно, он ли делал видео ремикс на «All or Nothing». Ремикс, используемый в видео, — Almighty Definitive mix.
До выпуска оригинального видео, в Великобритании и Европе транслировалось видео, составленное из кадров с последних двух клипов — 'Believe' и 'Strong Enough', так как официальное видео не было закончено вовремя.

## Список композиций
US CD maxi-single (9 44774-2)
1. «All or Nothing» (Danny Tenaglia International mix)
2. «All or Nothing» (Metro Radio mix)
3. «All or Nothing» (Danny Tenaglia Cherbot Vocadub)
4. «All or Nothing» (Almighty Definitive mix)
5. «Dov’e L’Amore» (Todd Terry’s TNT Club mix)
6. «Dov’e L’Amore» (Tony Moran’s Anthem mix)
7. «Dov’e L’Amore» (Ray Roc’s Latin Soul vocal mix)
8. «Dov’e L’Amore» (Tee’s Radio mix)
9. «Dov’e L’Amore» (Tony Moran’s Anthem 7" mix)
10. «Dov’e L’Amore» (Ray Roc’s Radio mix)

US 2 x 12" vinyl (0-44774)
- A1. «All or Nothing» (Danny Tenaglia International mix)
- A2. «All or Nothing» (Almighty Definitive mix)
- B1. «All or Nothing» (Danny Tenaglia Cherbot Vocadub)
- B2. «All or Nothing» (Metro Radio mix)
- C1. «Dov’e L’Amore» (Todd Terry’s TNT Club mix)
- C2. «Dov’e L’Amore» (Tony Moran’s Anthem mix)
- D1. «Dov’e L’Amore» (Ray Roc’s Latin Soul vocal mix)
- D2. «Dov’e L’Amore» (Todd Terry’s MT’s Club mix)

US 2 x 12" vinyl (PRO-A-9926-A)
- A1. «All or Nothing» (Danny Tenaglia International mix)
- B1. «All or Nothing» (Danny Tenaglia Cherbot Vocaldub)
- C1. «All or Nothing» (Danny Tenaglia Inchermental)
- D1. «All or Nothing»
- D2. «All or Nothing» (Cherbots)

US 2 x 12" vinyl (PRO-A-4208)
Одинаковый трек-лист с US 2 x 12 vinyl, без «Album version» и с «Metro Radio mix».
Germany 12" vinyl (3984 28128-0)
- A1. «All or Nothing» (Metro mix)
- A2. «All or Nothing» (Almighty Definitive mix)
- B1. «All or Nothing» (K-Klass Klub mix)
- B2. «All or Nothing» (Bunker Dub)

UK CD single pt. 1 (3984-27730-2)
1. «All or Nothing»
2. «All or Nothing» (Almighty Definitive mix)
3. «All or Nothing» (K-Klass Klub mix)

UK CD single pt. 2 (3984-27731-2)
1. «All or Nothing»
2. «All or Nothing» (Metro Radio mix)
3. «All or Nothing» (Almighty Radio edit)
4. «All or Nothing» (K-Klass Radio mix)

Germany CD single pt. 2 (3984 28120-2)
1. «All or Nothing» (Metro mix)
2. «All or Nothing» (Almighty definitive mix)
3. «All or Nothing» (K-Klass Klub mix)[3]

## Официальные версии
Metro remixes
- Metro mix (3:59)
- Metro mix edit (3:31)
- Metro Video mix (4:00)

Almighty remixes
- Almighty definitive mix (8:32)
- Almighty Radio mix (3:37)
- Almighty 12" instrumental mix
- Almighty 7" instrumental mix
- Almighty 12" PA
- Almighty 7" PA

Danny Tenaglia Remixes
- Danny Tenaglia International mix I (9:50)
- Danny Tenaglia International mix II (7:09)
- Danny Tenaglia Cherbot Vocadub (12:47)
- Danny Tenaglia Cherbot Vocadub (Edit)) (9:59)[3][10]
- Danny Tenaglia Inchermental (7:45)
- Danny Tenaglia Cherbots (0:47)

K-Klass Remixes
- K-Klass Klub mix (7:02)
- K-Klass Bunker Dub (7:17)
- K-Klass Radio mix (3:50)

Wayne G Remix — не официальный
- Sleaze Sisters remix (8:56)

## Выступления
Шер исполняла песню во время следующих турне:
- Do You Believe? Tour
- The Farewell Tour (2002—2005)
- Cher at the Colosseum

## Чарты
| Чарт (1999)                         | Место |
| ----------------------------------- | ----- |
| Австрия (Ö3 Austria Top 40)         | 38    |
| Бельгия/Фландрия (Ultratop 50)      | 28    |
| Бельгия/Валлония (Ultratop 50)      | 28    |
| Франция (SNEP)                      | 30    |
| Финляндия (Suomen virallinen lista) | 4     |
| Германия (GfK)                      | 44    |
| Нидерланды (Single Top 100)         | 61    |
| Новая Зеландия (Recorded Music NZ)  | 28    |
| Швеция (Sverigetopplistan)          | 58    |
| Швейцария (Schweizer Hitparade)     | 30    |
| Великобритания (OCC UK Singles)     | 12    |
| США (Billboard Dance Club Songs)    | 1     |